# Claude Reiter
Claude Reiter (14 ottobre 1958) è un ex calciatore lussemburghese, di ruolo difensore.

## Carriera

### Club
Ha giocato nella massima serie lussemburghese con Jeunesse Esch ed Etzella Ettelbruck.

### Nazionale
Dal 2000 al 2008 ha giocato 37 partite con la Nazionale lussemburghese.